# Boingo Alive
 (mai 2017).
Si vous disposez d'ouvrages ou d'articles de référence ou si vous connaissez des sites web de qualité traitant du thème abordé ici, merci de compléter l'article en donnant les références utiles à sa vérifiabilité et en les liant à la section « Notes et références ».
Albums de Oingo Boingo
Boi-Ngo
(1987) Dark at the End of the Tunnel
(1990)
Singles
1. Cinderella Undercover / Winning Side
Sortie : Septembre 1988

Boingo Alive: Celebration of a Decade - 1979-1988 est un double album live du groupe de rock et de new wave américain Oingo Boingo, paru en 1988.
Pendant les enregistrements, le groupe a joué en live dans un studio, sans public. Par conséquent, ce n'est pas réellement un album live traditionnel.
L'album est produit pour célébrer le 10e anniversaire de la création du groupe. La sélection de chansons s'étend sur la totalité de la discographie du groupe qui fournit également 3 titres précédemment inédits.

## Liste des titres
Toutes les chansons sont écrites et composées par Danny Elfman, sauf Violent Love (Disque 2, piste no 11) par Willie Dixon.
| 1.  | Dead Man's Party                      | Dead Man's Party (1985)                                              | 6:22 |
| 2.  | Dead or Alive                         | Good for Your Soul (1983)                                            | 4:04 |
| 3.  | No Spill Blood                        | Good for Your Soul (1983)                                            | 4:33 |
| 4.  | Stay                                  | Dead Man's Party (1985)                                              | 3:57 |
| 5.  | Cinderella Undercover                 | Initialement pour Only a Lad (1981) puis, repris dans Boi-Ngo (1987) | 4:37 |
| 6.  | Home Again                            | Boi-Ngo (1987)                                                       | 5:25 |
| 7.  | Help Me                               | Dead Man's Party (1985)                                              | 3:57 |
| 8.  | Just Another Day                      | Dead Man's Party (1985)                                              | 5:07 |
| 9.  | Only Makes Me Laugh                   | So-Lo (1984)                                                         | 3:42 |
| 10. | My Life                               | Boi-Ngo (1987)                                                       | 4:46 |
| 11. | Nothing to Fear (But Fear Itself)     | Nothing to Fear (1982)                                               | 3:49 |
| 12. | Not My Slave                          | Boi-Ngo (1987)                                                       | 4:08 |
| 13. | We Close Our Eyes                     | Boi-Ngo (1987)                                                       | 3:29 |
| 14. | Elevator Man                          | Boi-Ngo (1987)                                                       | 4:26 |
| 15. | Return of the Dead Man (instrumental) | Titre inédit                                                         | 1:45 |

| 1.  | Winning Side                    | Titre inédit                                                | 3:58 |
| 2.  | Wild Sex (In the Working Class) | Nothing to Fear (1982)                                      | 4:16 |
| 3.  | Grey Matter                     | Nothing to Fear (1982)                                      | 5:43 |
| 4.  | Private Life                    | Nothing to Fear (1982)                                      | 3:09 |
| 5.  | Gratitude                       | So-Lo (1984)                                                | 4:47 |
| 6.  | No One Lives Forever            | Dead Man's Party (1985)                                     | 4:06 |
| 7.  | Mama                            | Réalisé pour le Box set édition limitée de Boi-Ngo (1987)   | 4:53 |
| 8.  | Capitalism                      | Only a Lad (1981)                                           | 4:13 |
| 9.  | Who Do You Want to Be           | Good for Your Soul (1983)                                   | 3:21 |
| 10. | Sweat                           | Good for Your Soul (1983)                                   | 4:30 |
| 11. | Violent Love                    | Oingo Boingo EP (1980)                                      | 2:21 |
| 12. | On the Outside                  | Only a Lad (1981)                                           | 3:44 |
| 13. | Only a Lad                      | Only a Lad (1981) / Oingo Boingo EP (1980) / Demo EP (1980) | 3:50 |
| 14. | Goodbye-Goodbye                 | BO du film Ça chauffe au lycée Ridgemont (1982)             | 3:32 |
| 15. | Country Sweat (instrumental)    | Ré-arrangement country du titre Sweat                       | 5:13 |
| 16. | Return of the Dead Man 2        | Titre inédit                                                | 2:38 |

## Crédits
| - Danny Elfman : guitare rythmique, chant - Steve Bartek : guitares - John Avila : basse, chant - Carl Graves : claviers, chant - Johnny "Vatos" Hernandez : batterie, percussions - Leon Schneiderman : saxophone baryton - Sam Phipps : saxophone ténor, saxophone alto - Dale Turner : trompette, trombone - Bruce Fowler : trombone | - Production : Danny Elfman, Steve Bartek, John Avila - Direction artistique : Vartan Kurjian - Mastering : Stephen Marcussen - Ingénierie (assistants) : Charlie Brocco, David Roberts, Jeff DeMorris, Robert Hart - Enregistrement, mixage : Bill Jackson - Enregistrement (additionnel) : Dean Burt, Jim Scott - Mixage (additionnel) : Jim Scott - Design : DZN, The Design Group - Photographie : John Scarpati - Illustrations : Gary Panter, Georganne Deen |